# Palmorchis deceptorius
Palmorchis deceptorius là một loài thực vật có hoa trong họ Lan. Loài này được Veyret & Szlach. mô tả khoa học đầu tiên năm 1995.